# Shahrestān di Bostanabad
Lo shahrestān di Bostanabad o Bostan Abad (farsi شهرستان بستان‌آباد) è uno dei 19 shahrestān dell'Azarbaijan orientale, in Iran. Il capoluogo è Bostanabad. Lo shahrestān è suddiviso in 2 circoscrizioni (bakhsh).